# Anyanya II
Anyanya II é o nome adotado em 1978 por um grupo das 64 tribos de dissidentes do sul do Sudão que pegaram em armas em todo o Sudão. O nome implica a continuidade com o movimento Anyanya, ou Anya-Nya, da Primeira Guerra Civil Sudanesa (1955-1972).
Quando o Acordo de Adis Abeba desmoronou em 1983, marcando o início da Segunda Guerra Civil Sudanesa, foi fundado o Exército/Movimento Popular de Libertação do Sudão (E/MPLS). A rivalidade entre Anyanya II e o E/MPLS levou à derrota do Anyanya II. Alguns de seus membros foram incorporados às fileiras do E/MPLS e outros foram fundidos em uma milícia apoiada pelo governo do Sudão.  Os indivíduos que não se uniram a qualquer um destes formariam, juntamente com milícias tribais que surgiram em resposta à ilegalidade de algumas unidades do E/MPLS, as Forças de Defesa do Sudão do Sul. 
O grupo Anya Nya II foi formado entre os amotinados sulistas do exército (depois de se separar do movimento rebelde e obter armas e treinamento do Exército Popular de Libertação do Sudão), sendo um fator importante na guerra entre 1984 e 1987. Predominantemente nuer, o segundo maior grupo étnico do sul, Anya Nya II lutou nas áreas rurais de Aali an Nil em nome do governo. Anya Nya II emergiu como um fator significativo na guerra naquela província, interrompendo as operações do Exército Popular de Libertação do Sudão e interferindo no movimento de recrutas deste último para a área fronteiriça etíope para treinamento. As unidades Anya Nya II foram estruturadas com fileiras militares e estiveram sediadas perto de várias guarnições do exército. O governo ajudou o grupo a estabelecer uma sede em Cartum como parte dos esforços do regime para promover o Anya Nya II como um movimento político sulista alternativo em oposição ao Exército Popular de Libertação do Sudão.
Posteriormente, no entanto, o sucesso militar do Exército Popular de Libertação do Sudão levaria a um declínio na moral dentro do Anya Nya II e induziu as principais unidades, juntamente com seus comandantes, a desertarem para o Exército Popular de Libertação do Sudão a partir do final de 1987. Em meados de 1989, apenas uma facção do Anya Nya II permaneceu leal ao governo; prosseguindo com suas estreitas relações com o governo após o golpe militar de Bashir e manteve sua base política em Cartum. 